# Antonietta Di Martino
Antonietta Di Martino, italijanski atletinja, * 1. junij 1978, Cava de' Tirreni, Italija.

## Uspehi
| Leto | Tekmovanje                   | Kraj                | Rezultat  |
| ---- | ---------------------------- | ------------------- | --------- |
| 2001 | Svetovno prvenstvo           | Edmonton, Kanada    | 12. mesto |
| 2006 | Evropsko prvenstvo           | Gothenburg, Švedska | 10. mesto |
| 2007 | Evropsko dvoransko prvenstvo | Birmingham, Anglija | 2. mesto  |
| 2007 | Svetovno prvenstvo           | Osaka, Japonska     | 2. mesto  |
| 2008 | Svetovno dvoransko prvenstvo | Valencia, Španija   | 10. mesto |
| 2009 | Svetovno prvenstvo           | Berlin, Nemčija     | 4. mesto  |
| 2011 | Svetovno prvenstvo           | Daegu, Južna Koreja | 3. mesto  |